# Kavuştuk, Adilcevaz
Kavuştuk là một xã thuộc huyện Adilcevaz, tỉnh Bitlis, Thổ Nhĩ Kỳ. Dân số thời điểm năm 2011 là 1.2 người.